# Манастирище
 Тази статия е за селото във Врачанско.  За селото в община Своге вижте Манастирище (Софийска област).  За върха в Плана вижте Манастирище (връх).
Манастѝрище е село в Северозападна България. То се намира в Община Хайредин, област Враца.

## География
Село Манастирище се намира в северозападната част на Дунавската равнина, на висока скална тераса на Източния бряг на река Огоста. Районът е живописен. Селото е разположено върху карстови форми, обградено е от гора. Известно е с добив на минерала мушелкалк за строителството.
Сама по себе си Огоста е уникално място. В гористата местност около Манастирище живеят различни представители на животинското царство. Има прекрасни места за отдих и разходка по маршрути около и покрай реката. Наличието на много риба в реката е като магнит за запалените рибари.

## Икономика
В кариера край селото се добива камъкът мушелкалк – декоративен материал за стенни облицовки и архитектурни детайли. Едно от търговските наименования, под които е известен, е Монастир.
На цвят варира от бежово до охра, с многобройни черупкови включвания и се полира много добре. Добива се чрез перпендикулярно нарязване на скалните пластове. Използва се за както за вътрешни, така и за външни облицовки.
Мушелкалк е използван при облицовката и архитектурната украса на: Катедралата в Кьолн, Германия; Централната жп гара в Прага, Чехия; курорта Ямал, Русия; редица административни сгради в Кьолн, Германия и жилищни сгради в Москва, Русия.
В България Мушелкалк се използва масово в архитектурното оформление на значими административни сгради, като: хотел „Балкан“, София; Централната жп гара в София; Национален дворец на културата и много други.

## История
Селото съществува на сегашното място от 1825 година. В околностите на селото има остатъци от римски път и римско селище, както и манастир, от където идва и името на населеното място. Село Манастирище и района около него са наситени с богата история. В околността му са разкрити останки от праисторическо селище, съоръжения от римската епоха, средновековно селище и некропол и др.
Край селото все още личат отделни участъци на римски път, а в близост до кариерата могат да се забележат разпилени от иманярите строителни фрагменти от римски военен лагер-кастел. През средновековието тук е съществувал манастир, който по-късно е дал и името на селището, запазило се до наши дни. Останките на отдавна разрушената обител днес могат да се видят в местността „Манастира“, намираща се на 1 km югозападно от селото.
Първите писмени известия за селото са от турските данъчни регистри от 1631 г., където селището се споменава под същото име – „Монастирище“.
Първоначално селището се е намирало в близост до манастира, на сегашното си място се мести през 1825 г.
Първото класно училище в Манастирище е основано в края на XIX в. През 1933 селото получава одобрение за финасиране от държавния фонд Кооперативни строежи на народни училища.
През 1950 година, по време на колективизацията, в селото действа горянска група, която е разкрита от властите през 1952 година.

## Население
Преброяване на населението през 2011 г.
Численост и дял на етническите групи според преброяването на населението през 2011 г.:
|                     | Численост | Дял (в %) |
| Общо                | 1067      | 100,00    |
| Българи             | 955       | 89,50     |
| Турци               | 0         | 0,00      |
| Цигани              | 88        | 8,24      |
| Други               | 0         | 0,00      |
| Не се самоопределят | 0         | 0,00      |
| Неотговорили        | 23        | 2,15      |

## Култура
Населението в селото е източноправославно. Красивата селска черква „Св. св. Константин и Елена“ („Св. Царей“) е строена в началото на 20 век. Уникалното за нея е, че е изцяло каменна и е построена от надгробни камъни от старо гробище, което се е намирало в двора ѝ. Десетилетия наред храмът не е осветен и се ползва само камбанарията. Църквата „Св. Царей“ в село Манастирище е възстановена със съгласието и благословията на Епархийски съвет – гр. Враца и чрез инициативния комитет е отворена в Деня на Св. Царей – 21 май 2007 г., със светен курбан за здраве. Храмът е действащ и осветен на 19 април 2008 г.
Традиционният диалект на селото е врачанският говор, като то се намира на североизточната граница на неговото разпространение. Особеност на говора в селото, отличаваща го от този в околните села, е почти пълната замяна на фонемите е, о и и в неударена позиция с а – явление, характерно за целия регион, но в много по-слаба форма.
В селото има голямо читалище.
От името на селото се състезават два футболни отбора – „Манастирище 2000“ (шампион на Врачанска област за сезон 2012/13) и „Монолит“ (3-ти във Врачанска област за сезон 2012/13). През 2017 г. футболният отбор „Манастирище 2000“ триумфира като шампион в държавното първенство по футбол за ветерани и влезе в историята като първият селски тим направил това.
Едно от най-популярните и значими събития в селото е селският сбор през последните почивни дни от седмицата на месец октомври (Петковден). Цялото село се пълни с гости от градовете. Веселбата е пълна благодарение и на местните жители, които допълнително допринасят за доброто настроение на гражданите с местните си традиционни музикални умения.

## Известни личности
В с. Манастирище през 1937 г. е роден поетът Петко Кицов. Кицов е автор на книгите „Сърце под корени“, „Далечни думи“, „Знак“ и др. Дебютира в далечната вече 1974 със стихосбирката „Кръстопът на птиците“. Завършил е българска филология в СУ „Св. Климент Охридски“. Работил е като редактор и служител на Министерството на културата. На 21 октомври 2007 г. Петко Кицов чества своята 70-годишнина. По този повод издателство „Български писател“ подготви негова юбилейна стихосбирка.